# Aida Mitsuo
Aida Mitsuo (jap. 相田 みつを; * 20. Mai 1924 in Ashikaga; †  17. Dezember 1991) war ein japanischer Dichter und Kalligraph.

## Leben
Aida interessierte sich bereits in seiner Kindheit vor dem Zweiten Weltkrieg für Haiku-Dichtung und Kalligraphie. Er wurde früh Anhänger des Zen-Buddhismus und sah sein Leben und künstlerisches Werk als Ausdruck seiner religiösen Haltung. Bekannt wurde er mit Werken wie Ningen damono (Weil ich Mensch bin, 1984), Okagesan (Was wir den anderen schulden, 1987) und Inochi ippai (Ein erfülltes Leben führen, 1991). 1996 wurde im Tokioter Stadtviertel Ginza ein seiner Kunst gewidmetes Museum gegründet, das 2003 in das Tōkyō Kokusai Fōramu (Tokyo International Forum) umzog. Es zeigt in einer ständigen Ausstellung um die 100 seiner dichterischen und kalligraphischen Werke.